# ナンバリーン・エンフバヤル
ナンバリーン・エンフバヤル (英語: Nambaryn Enkhbayar、モンゴル語: Намбарын Энхбаяр、1958年6月1日 - ) は、モンゴル国の政治家。第3代モンゴル国大統領。

## 来歴
1958年6月1日にモンゴル人民共和国のウランバートルにて、医師の息子として誕生する。ソビエト連邦のゴーリキー文芸大学を卒業したあと外国文学翻訳家として多数の文学作品をモンゴルに紹介。
1992年に国民大会議（国会）議員に初当選し政界入り。
文化相・首相・国会議長を歴任した後に2005年の大統領選挙でモンゴル人民革命党から出馬し、モンゴル民主党のエンフサイハン候補を破り当選。モンゴルでは大統領よりも知名度が高いと言われる朝青龍の支持も取り付け、モンゴル人民革命党の伝統的な支持基盤である地方の牧民だけで無く、都市部でも満遍無く得票した。
2000年から2004年にかけての首相時代は、ロシアから社会主義時代の債務（モンゴル側は返済不要の援助と認識していたもの）の棒引き (98パーセント) を勝ち取った他、6年間閉鎖されていたウランバートル駐在の北朝鮮大使館を再開させた。
日本・アメリカとの関係を重視し、日本との交流拡大のために日本人渡航者の査証免除を外交課題にしていた。2007年2月28日に早稲田大学より名誉学位が贈呈された。
2009年5月24日に行われたモンゴル大統領選挙に再選を狙って出馬したが、対立候補である民主党のツァヒアギーン・エルベグドルジに僅差で敗れた。

## 退任後
モンゴル政府汚職対策局は2009年10月20日までに、エンフバヤルが日本の宗教団体から不正に寄付を受けた疑いで捜査に着手したと発表した。
2012年4月13日に国家反腐敗局により汚職の罪で逮捕され、8月2日に裁判所により懲役4年の有罪判決を受けた。2013年8月に健康上の理由により赦免された。